# Carlos Schwabe

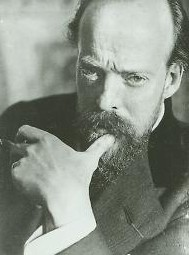
Selbstporträt von Carlos Schwabe (ca. 1900)

Carlos Schwabe, vollständig Emile Martin Charles Schwabe (* 21. Juli 1866 in Altona; † 22. Januar 1926 in Avon, Département Seine-et-Marne), war ein deutscher, später Schweizer symbolistischer Maler und Grafiker.

## Leben

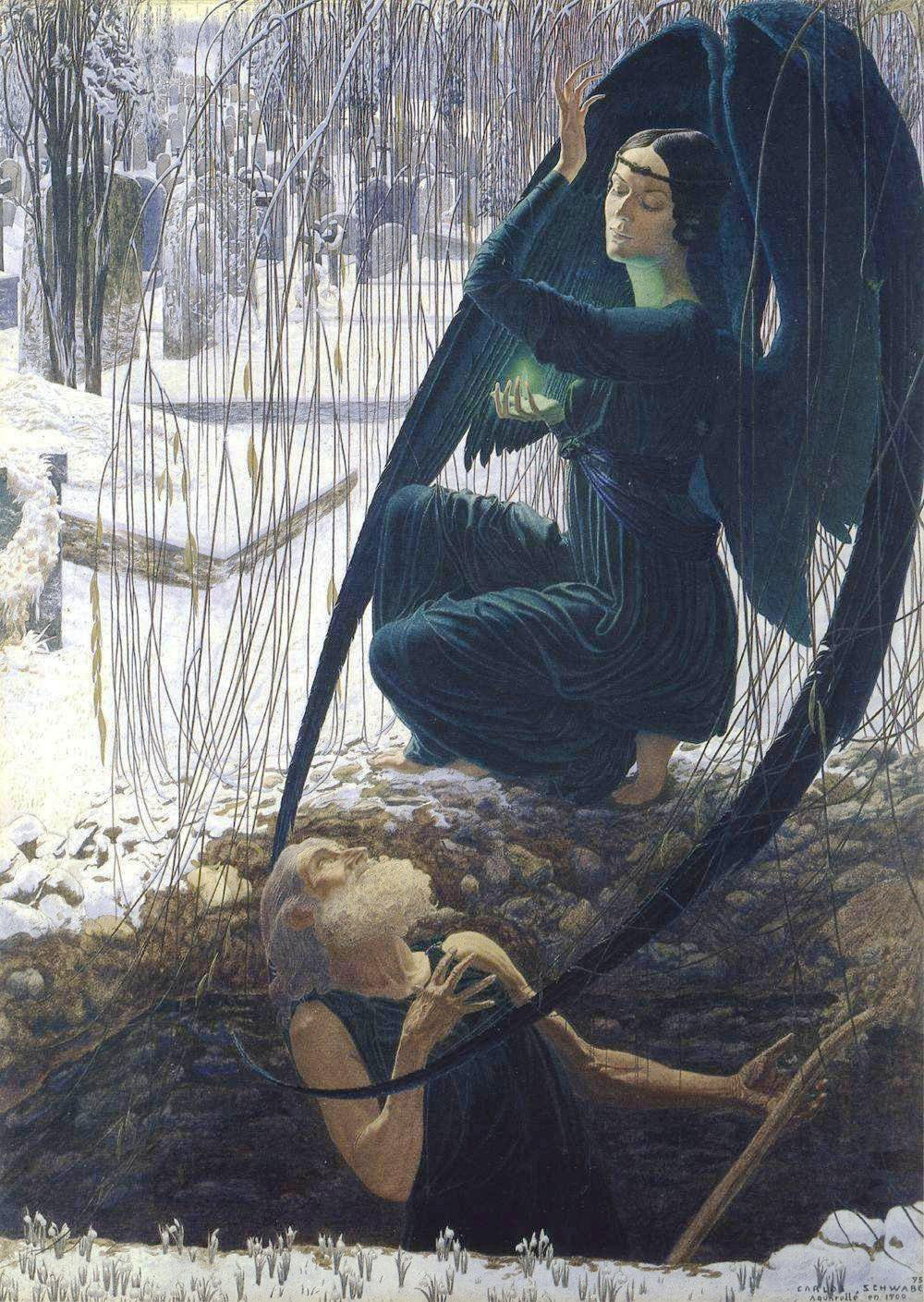
Der Totengräber und der Todesengel von Carlos Schwabe (1890er-Jahre)

Schwabe wurde als Sohn des Kaufmanns Georges Henri Charles Auguste und der Jeanne Henriette Christine, geb. Bolten, im holsteinischen Altona geboren. Um 1870 zog seine Familie nach Genf, wo er von 1882 bis 1884 die École des arts industriels besuchte. Nach dem Studium der Kunst zog er nach Paris. Dort gestaltete er Entwürfe von Tapeten und erlernte den symbolistischen Kunststil, der sich in seinen Zeichnungen und Gemälden ausdrückte. Diese stellte er in Paris und auch in Genf aus, wohin er häufig reiste. Schwabe wird auch als Vorläufer des Jugendstils eingestuft, da er in seinen Werken der 1890er Jahre umfangreiche Blumenornamentik verwendet und häufig Engelsfiguren und die  Jungfrau Maria darstellt.
Schwabe illustrierte den Roman Le rêve (1892) von Émile Zola, Charles Baudelaires Les Fleurs du Mal (1900), Maurice Maeterlincks Pelléas et Mélisande (1892) und Albert Samains Au Jardin de l’Infant (1908). 
Er war zwei Mal verheiratet, zunächst mit Marie-Adélaïde Vari (1891), dann mit Ombra d’Ornhjelm (1913). 1888 wurde er durch die Verleihung des Genfer Bürgerrechts Schweizer.
1900 wurde Schwabe auf der Pariser Weltausstellung mit der Goldenen Medaille  ausgezeichnet. Im Jahr darauf wurde er zum Offizier der französischen Ehrenlegion ernannt.
Schwabe lebte für den Rest seines Lebens in Frankreich und starb in Avon südlich von Paris.